# ヌガウンデレ
ヌガウンデレ、またはンガウンデレ（Ngaoundéré、またはN'Gaoundéré）は、カメルーンのアダマワ州の州都である。
2012年の人口は19万5603人。
首都ヤウンデとを結ぶ鉄道の北の終点であり、空港を備えている。
ラミド宮殿（Lamido Palace）、ラミド・グランド・モスク（Lamido Grand Mosque）が街の名所となっている。
「ヌガウンデレ」はムブム族の言葉（Mbum language）で「へそ山」を意味し、近くにそびえる山にちなむ。
その山自体もヌガウンデレ高地に位置し、ヌガウンデレ高地はアダマワ高地に包含される。

## 歴史
ヌガウンデレのある区画はかねてよりムブム族の人々にとっての主要都市の一部であり続けた。
1835年前後に、フラニ族のリーダー、アルド・ンジョブディ（Ardo Njobdi）が興した街が現在の都市の始まりである。
以降フラニ族は19世紀を通してヌガウンデレを支配した。
1882年には探検家のエドゥアルト・フレーゲルがこの街を訪れている。
1894年にはアルド・ムハンマドゥ・アボゥ（Ardo Muhammadu Abbo）がジークフリート・パッサーゲ（Siegfried Passarge、ドイツの地理学者）と条約を結び、この地域はドイツ帝国の保護領となる。
そしてドイツ、イギリス、フランスの間で条約が取り交わされ、地域はドイツ保護領カメルーンに組み込まれた。
1901年9月20日にはドイツ軍が街を占領した。
第一次世界大戦中の1915年7月29日にはイギリス軍とドイツ軍の間で小競り合いが起こった（en:Battle of Ngaundere）。
イギリス、フランス、ベルギーの展開したカメルーン戦役（en:Kamerun Campaign）での一幕であった。
終戦以降はカメルーンの独立に至るまでフランスが支配を続けていくこととなる。

## 民族
ムブム族がこの地域の先住民であった。19世紀になるとフラニ族がこの地域に進出してくる。1835年ごろにヌガウンデレが建設されると、フラニ族はムブム族とともに地域を支配した。ムブム族がイスラム法に則って治安の維持を行い、ラミド（藩王）となるものは、その父親が最初のラミドであるアルド・ンジョブディの子孫、母親はムブム族の子孫であることが要求された。この制度によってラミドは地域の全住民を代表していたようである。アダマワ州でも突出して大きな街に成長すると、ヌガウンデレは北部のディ（Díi ）、東はグバヤ（Gbaya）、西のペレ（Pere）などから州内の地方出身者をひきつけるようになった。1973年に鉄道が完成するとヌガウンデレの人口は急激に増加し、アダマワ州以外の出身者の割合がまたたく間に膨らんだ。その結果、由緒あるモスクに併設されかつて街の繁華を極めたグラン・マルシェ（Grand Marché、大市場）よりも、南部出身者が多く居住し街の北西部に位置するプチ・マルシェ（Petit Marché、小市場）の方が圧倒的に規模が大きくなってしまうという皮肉を生んだ。

## 交通
ヌガウンデレはカメルーンの南部と北部をつなぐ要衝となっている。状態は必ずしもよくないが舗装された道がガルア、マルア、そしてチャドへと通じている。ヨウンデから伸びる鉄道（カムレール）はこの街で終点となり、駅舎はいつも活気に満ちている。南部からはバナナ、果物、生活雑貨などが送られてくる。一方で北からは同国北部やチャドで栽培されている綿花、アダマワ州の畜牛などが鉄道を通して南部へと送られる。
空港は1.6キロの滑走路を備えていて、ボーイング737型級旅客機の発着が可能である。1980年代から1990年代初頭には
南部のヨウンデ、ドゥアラ、北のガルア、そしてチャドのンジャメナへ週に数便の運行があったが、経済の停滞、そして旧カメルーン航空の経営不振によりフライトは大幅に縮小されている。空港のICAOコードはFKKN、IATAコードはNGE。

## 宗教
人口の約60パーセントがイスラム教徒である。彼らは戒律に対しては比較的寛容といえる。30パーセント以上をルーテル教会、カトリック教会、バプテスト教会、聖公会など各派のキリスト教徒が占めている。宗教間の対立は確かに慢性的に存在するが、少なくとも過去10年の間にイスラム過激派の影響の思わせるような事件は起きていない。伝統的に既婚女性は宗教に関わりなく髪を覆う衣装を纏うが、最近までヒジャブを知るものはほぼ存在していなかった。このごろはイスラム女性の中にはヒジャブを好むものも散見されるが、ブルカ等を目にすることはない。